# VH1 (Brasil)
VH1 fue un canal de televisión por suscripción brasileño de origen estadounidense que se enfocaba en programación musical y de entretenimiento. Fue lanzado el 21 de noviembre de 2005 y pertenecía a Viacom International Media Networks The Americas. Su público objetivo era de adultos jóvenes de 18 a 24 años y exhibía videos musicales clásicos de pop y rock nacionales o extranjeros. 

## Historia
El canal fue lanzado el 21 de noviembre de 2005 por Viacom Networks Brasil en asociación con el Grupo Abril, el cual gestionaba en ese entonces la cadena de televisión abierta MTV Brasil. El canal estaba enfocado para el público adulto de su canal hermano MTV de 25 a 49 años. En entrevista para la plataforma UOL, el entonces vicepresidente del canal, Vicente Solis, dijo que el objetivo del canal era «alimentar la música globalmente, con la emisión de series y videos musicales de artistas nacionales e internacionales. [Y] habrán programas de estrenos, de nuevos artistas, pero la base de la programación está en los videos antiguos, de hace 30 años». El canal fue lanzado a las 7:00 p.m. en exclusiva para la operadora de televisión satelital Sky.
Un año antes de su lanzamiento, VH1 fue lanzado en Hispanoamérica. Se esperaba que, con el éxito del canal en esa región, VH1 en Brasil tuviera aceptación por parte de la audiencia. En solo dos años, el número de suscriptores del canal en Latinoamérica aumentó de 3,3 millones de abonados a 14 millones. Debido a una crisis, en marzo de 2006, VH1 temporalmente dejó de emitirse. El canal retomó sus emisiones en mayo del mismo año, esta vez por DirecTV en reemplazo de MTV Latinoamérica, un cambio aceptado por muchos suscriptores que estaban en contra del contenido de este último en español. 
El canal regresó a Sky en 2007 en reemplazo de VH1 Soul. Además, VH1 lanzó su propio canal de internet, VSpot. 
Ya que la marca MTV había sido comprada por el Grupo Abril para su uso en Brasil, junto con la modificación de los programas de MTV Brasil para enfocarse en el humor, VH1 se volvió un canal fuerte en el país; tenía como principales competidores a los canales musicales Multishow y Bis, ambos operados por Globosat.
En 2010, VH1 lanzó VH1 MegaHits, en reemplazo de MTV Hits Brasil, aumentando a 3 los canales hermanos del canal, junto a VH1 Classic y VH1 Soul. 
El 25 de junio de 2012, VH1 estrenó la serie The O.C, que anteriormente había sido transmitida en Warner TV y en Glitz.
El 25 de marzo de 2013, el canal cambió su programación al igual que su versión estadounidense: dejó de centrarse solamente en la música y comenzó a emitir programas de gastronomía, estilo de vida y moda, enfocado al público de 18 a 24 años. 
El 14 de noviembre de 2014, VH1 fue reemplazado manualmente en la mayoría de proveedoras de televisión paga por Paramount Channel. El canal cesó sus emisiones el 12 de diciembre del mismo año en las proveedoras NET y Claro TV, que aún lo ofrecían.

## VH1 HD

Logotipo de VH1 HD.

VH1 HD fue un canal hermano de VH1 Brasil. Fue lanzado el 1 de diciembre de 2009 y su programación consistía de videos musicales actuales en alta definición. En 2014, VH1 HD fue lanzado para el resto de Latinoamérica.
Su programación era independiente a la del canal principal y usó el mismo logotipo desde su lanzamiento hasta su cierre a pesar del cambio de imagen de VH1 en 2013. 
El canal sufría de baja audiencia. El 7 de octubre de 2020, VH1 HD fue reemplazado por un simulcast en HD de VH1 Europe. Este último también llegó a reemplazar a VH1 Latinoamérica, cuya señal actual ahora retransmite al canal en 4:3 letterbox. El cambio llega tras un contexto de reemplazo de señales en Viacom: pocos días antes del cambio, MTV Hits Latinoamérica cerró y fue reemplazado por MTV Hits Europe, mientras que VH1 MegaHits fue reemplazado por NickMusic.
VH1 HD fue criticado por su alta repetición de videos musicales y por la poca variedad de los artistas al aire a pesar de tener una gran biblioteca de videoclips gracias a MTV.